# 永山盛輝

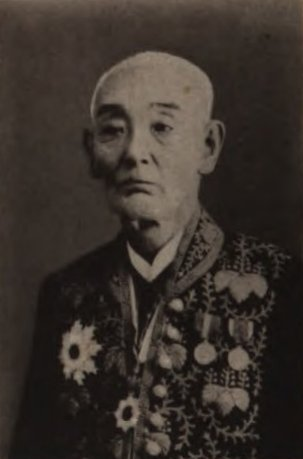
永山盛輝

永山 盛輝（ながやま もりてる、1826年9月16日（文政9年8月15日） - 1902年（明治35年）1月18日）は、幕末の薩摩藩士、明治期の官僚・政治家。筑摩県権令、新潟県令、元老院議官、貴族院勅選議員、錦鶏間祗候、男爵。通称・清右衛門、左内、正蔵。長野県の近代教育に尽力した。

## 経歴

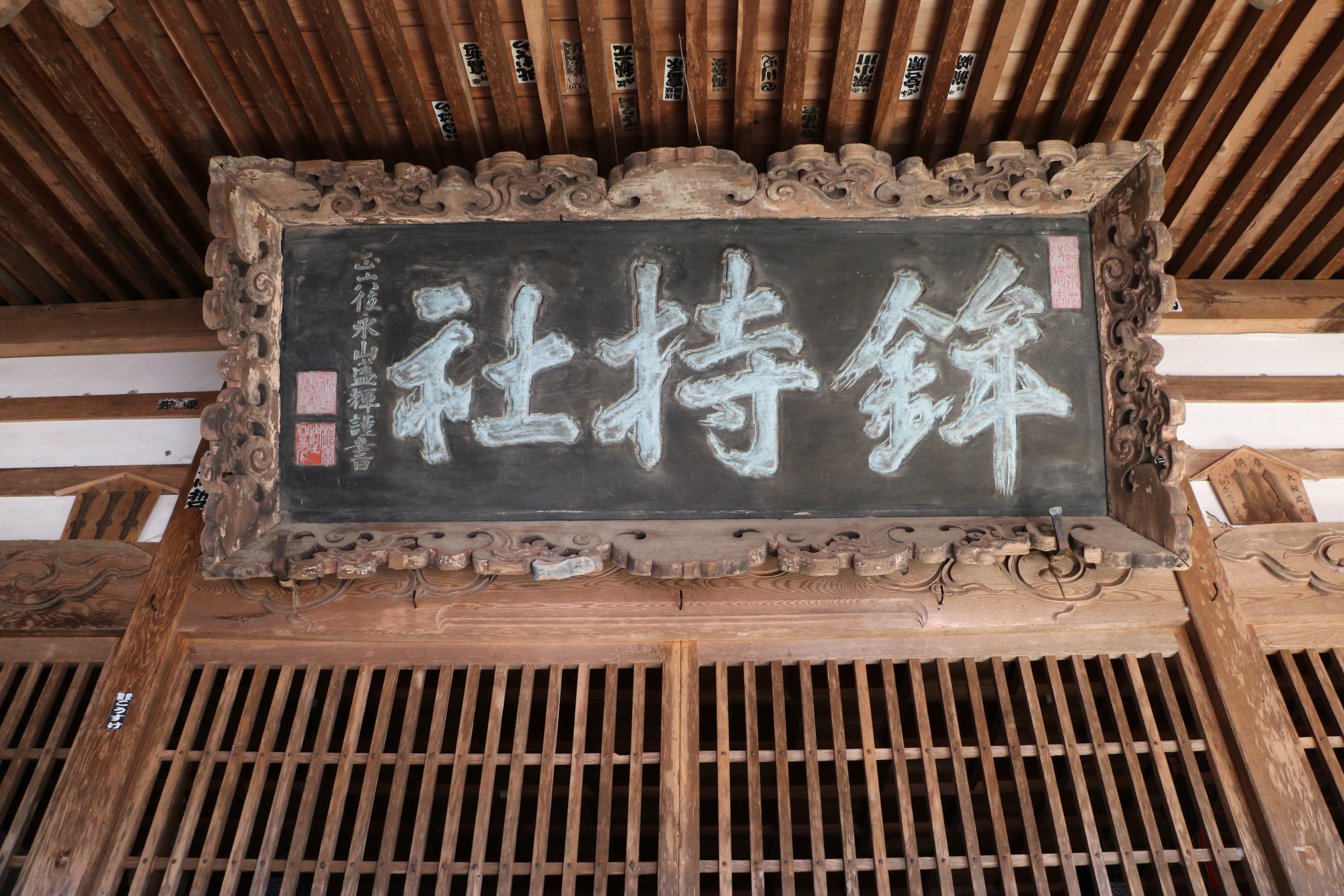
永山盛輝が筑摩県令時代に書いた鉾持神社（長野県伊那市高遠町）拝殿の額。

薩摩藩士・永山盛広の息子として生まれる。勘定奉行、江戸留守居役を務め藩政改革に尽力した。戊辰戦争では東征軍の薩摩藩兵監軍として従軍し各地に転戦した。
明治2年2月28日（1869年4月9日）会計官御東幸中用度司判事に就任。その後、大蔵省用度権大佑、民部省監督権大佑を歴任。明治3年6月23日（1870年7月21日）伊那県出仕に転じ、租税大佑と同県少参事心得を兼任。同県少参事、同大参事を歴任。
明治4年11月20日（1871年12月31日）伊那県が廃止となり新たに設けられた筑摩県参事に就任し、1873年3月、同権令に昇進。筑摩県では教育の普及に尽力し、県内を巡回し学制前に郷学校百数十校を設置した。その状況は同行した長尾無墨によって『説諭要略』という本にまとめられ、出版されている。
1875年10月、新潟県令に転任。戊辰戦争からの復興のため士族女子の救済施設「女紅場」の設置や、小学校の就学率の向上に尽力。
1885年4月18日、元老院議官に就任。1890年10月20日、元老院が廃止され非職となり錦鶏間祗候を仰せ付けられ、1891年4月21日、非職元元老院議官を依願免本官となる。同年4月15日、貴族院勅選議員に任じられ、死去するまで在任した。1900年5月9日、勲功により男爵を叙爵。
1902年、死去。
幕末明治の木曽を舞台とした島崎藤村の『夜明け前』に登場する本山盛徳のモデルとされる。

## 栄典・授章・授賞
位階
- 1885年（明治18年）6月5日 - 従四位[13]
- 1886年（明治19年）10月20日 - 従三位[14]
- 1894年（明治27年）5月21日 - 正三位[15]

勲章等
- 1888年（明治21年）5月29日 - 勲二等旭日重光章[16]
- 1889年（明治22年）11月25日 - 大日本帝国憲法発布記念章[17]
- 1900年（明治33年）5月9日 - 男爵[18]
- 1902年（明治35年）1月18日 - 勲一等瑞宝章[19]

## 親族
- 長男 永山盛興
- 弟 永山武四郎
- 娘婿 柴田駒三郎